# Pascal Greggory
Pascal Greggory (8 de septiembre de 1954) es un actor francés.

## Vida personal
Greggory es abiertamente gay. Mantuvo una relación con Patrice Chéreau, y en la actualidad con François-Marie Banier.

## Filmografía
- Las hermanas Brontë (1979) por André Téchiné
- Catherine de Heilbronn (1980, Televisión) por Éric Rohmer
- Le crime d'amour (1983) por Guy Gilles
- Pauline en la playa (1983) por Éric Rohmer
- Le trio en si bémol (1988, Televisión) por Éric Rohmer
- L'Arbre, le maire et la médiathèque (1993) por Éric Rohmer
- La Soif de l'or (1993) por Gérard Oury
- La Reine Margot (1994) por Patrice Chéreau
- La Rivière Espérance (1995, Televisión) por Josée Dayan
- Ceux qui m'aiment prendront le train (1998) por Patrice Chéreau
- El tiempo recobrado (1999) por Raoul Ruiz
- Juana de Arco (1999) por Luc Besson
- La Confusion des Genres (2000) por Ilan Duran Cohen
- La Fidélité (2000) por Andrzej Żuławski
- La vie promise (2002) by Olivier Dahan
- Son frère (2003) por Patrice Chéreau (cameo)
- Arsène Lupin (2004) por Jean-Paul Salomé
- Gabrielle (2005) por Patrice Chéreau
- La Tourneuse De Pages (2006) por Denis Dercourt
- La vida en rosa (2007) por Olivier Dahan
- La France (2008) por Serge Bozon
- Geliebte Clara (2008) por Helma Sanders-Brahms
- The Ball of the Actresses (2009) por Maïwenn
- Walled In (2009) por Gilles Paquet-Brenner
- Rebecca H. (Return to the Dogs) (2010)
- Quartier lointain (2010, adaptación de A Distant Neighborhood)
- Bye Bye Blondie (2012)
- Portrait of the Artist (2014)
- Tout de suite maintenant (2016)
- The Frozen Dead (2017, Televisión)
- Frankie (2019)
- Jeanne du Barry (2023)